# Gikondo
Gikondo (Kinyarwanda Umurenge wa Gikondo) ist einer von 10 Sektoren des Distrikts Kicukiro in Kigali, Ruanda.

## Geographie
Der Sektor hat eine Fläche von 3,4 km² und liegt auf einer Höhe von etwa 1490 m. Nachbarsektoren sind im Norden Kimihurura, im Osten Kicukiro, im Südosten Gatenga, im Südwesten Kigarama, im Westen Nyarugenge und im Nordwesten Muhima. Der Sektor unterteilt sich in die drei Zellen Kagunga, Kanserege und Kinunga.

## Bevölkerung
Nach Stand der Volkszählung von 2022 liegt die Einwohnerzahl bei 19.803. Zehn Jahre zuvor waren es 17.146, was einem jährlichen Bevölkerungszuwachs von 1,4 Prozent zwischen 2012 und 2022 entspricht.